# Touville
Touville är en kommun i departementet Eure i regionen Normandie i norra Frankrike. Kommunen ligger i kantonen Montfort-sur-Risle som tillhör arrondissementet Bernay. År 2018 hade Touville 182 invånare.

## Befolkningsutveckling
Antalet invånare i kommunen Touville
Referens:INSEE